# Teoria delle aste
La teoria delle Aste è un ramo applicato della teoria dei giochi che si occupa dei comportamenti individuali nei mercati ad asta e ricerca le proprietà teoriche nei giochi dei mercati ad asta. Ci sono molti disegni possibili (o insiemi di regole) per un'asta e gli argomenti tipici studiati dai teorici dell'asta includono l'efficienza in un certo tipo di asta, le strategie e gli equilibri ottimi, e la comparazione dei risultati. La teoria delle aste è egualmente usata come uno strumento per informare la progettazione delle aste reali; i più importanti esempi di asta riguardano la privatizzazione delle aziende del settore pubblico o la vendita delle autorizzazioni governative.

## Tipi di Asta
Esistono quattro tipi di asta che solitamente vengono presi in considerazione:

### Asta in busta chiusa
In cui gli offerenti dispongono la loro offerta in una busta sigillata e simultaneamente la passano al banditore. Le buste vengono aperte e l'individuo con la più alta offerta vince l'asta, pagando un prezzo pari all'ammontare offerto. La simultaneità temporale non è essenziale, ciò che conta è che quando uno fa la sua offerta, entro il termine fissato, non conosca le offerte fatte dagli altri.

### Asta in busta chiusa al "secondo prezzo"
In cui gli offerenti dispongono la loro offerta in una busta sigillata e simultaneamente la passano al banditore. Le buste vengono aperte e l'individuo con la più alta offerta vince l'asta, pagando un prezzo pari al secondo ammontare offerto più alto. Questo tipo di asta viene anche detto "asta di Vickrey".

### Asta "inglese"
È un meccanismo d'asta per un solo bene dove il numero di partecipanti può essere molto elevato. L'asta è di tipo ascendente, cioè vince il prezzo massimo. Ogni partecipante ha una sua valutazione massima che costituisce la sua massima disponibilità a pagare il bene, il banditore, invece, comunica il prezzo di riserva, rappresentante il prezzo minimo richiesto per ottenere il bene messo all'asta. A ogni round il banditore comunica il prezzo del round precedente, aumentato di una quota che all'inizio è nota a tutti i partecipanti. Se il valore offerto dal partecipante è minore della quota comunicata, questi esce  dall'asta e non può più rientrare: vince l'ultimo rimasto. Qualora uscissero tutti, si verificherebbe una situazione di parità che potrebbe essere risolta mediante un sorteggio random certificato da enti appositi.

### Asta "olandese"
In cui è fissato un prezzo sufficientemente alto a dissuadere tutti gli offerenti e viene progressivamente ridotto fino a che qualcuno non è disposto a comprare all'ultimo prezzo corrente. Il vincitore pagherà l'ultimo prezzo.
Definizione asta olandese "inversa": L'asta inizia con un'offerta iniziale molto bassa specificata dal banditore. Durante la fase di svolgimento dell'Asta, il prezzo dell'offerta viene poi aumentato dal Banditore fino a quando un fornitore accetta l'offerta, non appena un fornitore accetta un'offerta, l'asta termina

### Altri tipi
La maggior parte delle aste si basa su questi quattro standard. Ci sono altri tipi di asta che sono state oggetto di studio, come:
- All pay auction, in cui gli offerenti passano la loro offerta in una busta sigillata e simultaneamente al banditore. Le buste sono aperte e l'individuo con la più alta offerta vince l'asta, pagando un prezzo pari all'ammontare offerto. In una All pay auction tutti gli offerenti perdenti sono egualmente tenuti a effettuare un pagamento al banditore pari alla loro offerta.
- One dollar auction, utilizzata per descrivere gli effetti dei Costi irrecuperabili
- Unique bid auction
- Homogenous item auction, spectrum auction
- Simultaneous multiple-round auction

## Modelli di giochi teorici
Il modello di gioco teorico delle aste è un gioco matematico rappresentato da un insieme di giocatori, un insieme di strategie disponibile per ciascun giocatore nell'asta e un vettore di payoff corrispondente ad ogni combinazione di strategie. 
Solitamente i giocatori sono i compratori e venditori. L'insieme di aste attribuito a ogni giocatore è rappresentato da funzioni di offerta e prezzi di riserva. Ogni funzione di offerta mostra il valore, nel caso del compratore, o il costo, nel caso del venditore, per un dato prezzo d'offerta. Il modello di gioco teorico delle aste e il meccanismo di fare offerte strategiche generalmente rientra in una delle seguenti due categorie. 
- Nel modello del "valore privato", ogni partecipante (offerente) assume che ogni offerente in competizione ottenga un valore privato casuale da una distribuzione di probabilità.
- Nel modello del "valore comune", ogni partecipante assume che ogni altro partecipante ottenga un segnale casuale da una distribuzione di probabilità comune a tutti gli offerenti.

Usualmente, ma non sempre, il modello del valore privato assume che i valori siano indipendenti tra gli offerenti, mentre nel modello del valore comune si assume che i valori siano indipendenti dai parametri comuni della distribuzione di probabilità. Quando è necessario fare assunzioni esplicite sulla distribuzione dei valori degli offerenti si assume la simmetria tra essi. Questo significa che la distribuzione di probabilità dalla quale gli offerenti ottengono i loro valori (o segnali) sono uguali per ogni offerente. Nel modello dei valori privati nel quale assumiamo indipendenza, la simmetria implica che i valori degli offerenti siano indipendenti e identicamente distribuiti.
Un importante esempio, in cui non si assume indipendenza, è il general symmetric model (1982) di Milgrom e Weber. Una delle prime ricerche teoriche pubblicate sulle proprietà delle aste tra offerenti simmetrici è quella di Keith Waehrer's (1999). Una pubblicazione postuma è quella di Susan Athey's (2001). Nel semplice first-price auction model dove due compratori offrono un oggetto, ogni compratore dovrebbe assumere che il valore privato del compratore rivale sia rappresentato da una distribuzione uniforme nell'intervallo [0,1], con la funzione di distribuzione cumulata {\displaystyle F(v)=v}, poiché F è simmetrica tra i due compratori: questo è un modello di asta con simmetria tra gli offerenti. Si assume che il valore dell'oggetto per il venditore sia 0 e il prezzo di riserva per il compratore sia anch'esso 0, ogni utilità attesa {\displaystyle U} del compratore, funzione del prezzo offerto {\displaystyle p}, è uguale al surplus del consumatore il quale (compratore) riceverà condizionatamente alla vincita {\displaystyle (v-p)}, moltiplicata per la probabilità di essere il compratore con il più alto prezzo offerto. La probabilità è data dalla probabilità che il prezzo {\displaystyle p} offerto dal compratore ecceda il prezzo offerto dagli altri compratori {\displaystyle B} (espresso come una funzione dei valori del compratore {\displaystyle v_{o}}). Questa probabilità è:
{\displaystyle Pr\{p>B(v_{o})\}.}
Inoltre
{\displaystyle U(p)=(v-p)Pr\{Y(p)>v_{o}\}.}
Si assume che il prezzo offerto di equilibrio di ogni compratore sia crescente in modo monotono rispetto al valore del compratore; questo implica che la funzione di offerta {\displaystyle B} ha la funzione inversa. Si assume che {\displaystyle Y} sia la funzione inversa di {\displaystyle B}:
{\displaystyle Y=B^{-1}.}
Inoltre
{\displaystyle U(p)=(v-p)Pr\{Y(p)>v_{o}\}.}
Poiché {\displaystyle v_{o}} è distribuita come {\displaystyle F(v_{o})} si ha
{\displaystyle Pr\{Y(p)>v_{o}\}=F(Y(p))=Y(p),}
che implica
{\displaystyle U(p)=(v-p)Y(p).}
Differenziando rispetto a {\displaystyle p} e ponendo uguale a zero
{\displaystyle \,U'(p)=-Y(p)+(v-p)Y'(p)=0.}
Poiché i compratori sono simmetrici, in equilibrio corrisponde al caso in cui {\displaystyle p=B(v)} o (equivalentemente) {\displaystyle Y(p)=v}.  Quindi
{\displaystyle \,-Y(p)+(Y(p)-p)Y'(p)=0.}
Una soluzione {\displaystyle {\hat {Y}}} di questa equazione differenziale è una strategia inversa all'equilibrio di Nash in questo gioco.  
A questo punto, una possibile congettura è che la soluzione (unica) corrisponde alla funzione lineare
{\displaystyle {\hat {Y}}(p)=ap}
e
{\displaystyle \,{\hat {Y}}'(p)=a}
per i numeri reali {\displaystyle a}. Sostituendo in {\displaystyle U'(p)=0}, {\displaystyle -ap+(ap-p)a=0} oppure in {\displaystyle -p+(a-1)p=0} e risolvendo per {\displaystyle a} implica che {\displaystyle {\hat {a}}=2}. Quindi {\displaystyle {\hat {Y}}(p)=2p} soddisfa {\displaystyle U'(p)=0}.
{\displaystyle {\hat {Y}}(p)={\hat {a}}p\Rightarrow {\hat {Y}}(p)/{\hat {a}}=p\lor v/{\hat {a}}={\hat {B}}(v)}.
Allora, la funzione di offerta strategica equilibrio di Nash di questo gioco è stabilita come
{\displaystyle {\hat {B}}(v)=v/2}.